# Pedro Oba
Pedro Oba Asu (Mongomo, 18 maggio 2000) è un calciatore equatoguineano, attaccante del Futuro Kings e della nazionale equatoguineana.

## Carriera

### Club
Con i Futuro Kings ha segnato un gol in 4 presenze nella Coppa della Confederazione CAF.

### Nazionale
Debutta con la nazionale equatoguineana il 3 settembre 2017 in occasione dell'amichevole persa 1-0 contro il Benin.
Nel dicembre 2021 viene convocato per la Coppa delle nazioni africane 2021.

## Statistiche
Statistiche aggiornate al 28 dicembre 2021.

### Cronologia presenze e reti in nazionale
| Cronologia completa delle presenze e delle reti in nazionale ― Algeria | Cronologia completa delle presenze e delle reti in nazionale ― Algeria | Cronologia completa delle presenze e delle reti in nazionale ― Algeria | Cronologia completa delle presenze e delle reti in nazionale ― Algeria | Cronologia completa delle presenze e delle reti in nazionale ― Algeria | Cronologia completa delle presenze e delle reti in nazionale ― Algeria | Cronologia completa delle presenze e delle reti in nazionale ― Algeria | Cronologia completa delle presenze e delle reti in nazionale ― Algeria |
| Data                                                                   | Città                                                                  | In casa                                                                | Risultato                                                              | Ospiti                                                                 | Competizione                                                           | Reti                                                                   | Note                                                                   |
| ---------------------------------------------------------------------- | ---------------------------------------------------------------------- | ---------------------------------------------------------------------- | ---------------------------------------------------------------------- | ---------------------------------------------------------------------- | ---------------------------------------------------------------------- | ---------------------------------------------------------------------- | ---------------------------------------------------------------------- |
| 3-9-2017                                                               | Malabo                                                                 | Guinea Equatoriale                                                     | 1 – 2                                                                  | Benin                                                                  | Amichevole                                                             | 1                                                                      |                                                                        |
| 9-10-2017                                                              | Bata                                                                   | Guinea Equatoriale                                                     | 3 – 1                                                                  | Mauritius                                                              | Amichevole                                                             | -                                                                      |                                                                        |
| 15-1-2018                                                              | Tangeri                                                                | Libia                                                                  | 3 – 0                                                                  | Guinea Equatoriale                                                     | CHAN 2018                                                              | -                                                                      | 85’                                                                    |
| 19-1-2018                                                              | Tangeri                                                                | Ruanda                                                                 | 1 – 0                                                                  | Guinea Equatoriale                                                     | CHAN 2018                                                              | -                                                                      |                                                                        |
| 28-1-2018                                                              | Machakos                                                               | Kenya                                                                  | 1 – 0                                                                  | Guinea Equatoriale                                                     | Amichevole                                                             | -                                                                      | 72’                                                                    |
| 28-7-2019                                                              | N'Djamena                                                              | Ciad                                                                   | 3 – 3                                                                  | Guinea Equatoriale                                                     | Qual. CHAN 2020                                                        | 1                                                                      |                                                                        |
| 4-8-2019                                                               | Malabo                                                                 | Guinea Equatoriale                                                     | 2 – 1                                                                  | Ciad                                                                   | Qual. CHAN 2020                                                        | -                                                                      |                                                                        |
| 8-9-2019                                                               | Malabo                                                                 | Guinea Equatoriale                                                     | 1 – 0                                                                  | Sudan del Sud                                                          | Qual. Mondiali 2022                                                    | -                                                                      | 92’                                                                    |
| 22-9-2019                                                              | Malano                                                                 | Guinea Equatoriale                                                     | 2 – 2                                                                  | Rep. del Congo                                                         | Qual. CHAN 2020                                                        | 2                                                                      |                                                                        |
| 15-11-2019                                                             | Dar es Salaam                                                          | Tanzania                                                               | 2 – 1                                                                  | Guinea Equatoriale                                                     | Qual. Coppa d'Africa 2021                                              | -                                                                      | 71’                                                                    |
| 19-11-2019                                                             | Malabo                                                                 | Guinea Equatoriale                                                     | 0 – 1                                                                  | Tunisia                                                                | Qual. Coppa d'Africa 2021                                              | -                                                                      | 90+3’                                                                  |
| 30-1-2022                                                              | Yaoundé                                                                | Senegal                                                                | 3 – 1                                                                  | Guinea Equatoriale                                                     | Coppa d'Africa 2021 - Quarti di finale                                 | -                                                                      | 81’                                                                    |
| 28-8-2022                                                              | Malabo                                                                 | Guinea Equatoriale                                                     | 2 – 0                                                                  | Camerun                                                                | CHAN 2022                                                              | 1                                                                      | 85’                                                                    |
| 4-9-2022                                                               | Garoua                                                                 | Camerun                                                                | 1 – 0                                                                  | Guinea Equatoriale                                                     | CHAN 2022                                                              | -                                                                      |                                                                        |
| 21-3-2024                                                              | Gedda                                                                  | Capo Verde                                                             | 1 – 0                                                                  | Guyana                                                                 | Amichevole                                                             | -                                                                      | 71’                                                                    |
| 25-3-2024                                                              | Gedda                                                                  | Capo Verde                                                             | 1 – 0                                                                  | Guinea Equatoriale                                                     | Amichevole                                                             | -                                                                      | 84’                                                                    |
| Totale                                                                 |                                                                        | Presenze                                                               | 16                                                                     |                                                                        | Reti                                                                   | 5                                                                      |                                                                        |